# Émile Blondel-Hermant
Émile Blondel-Hermant (* 7. Juli 1994) ist ein französischer Radrennfahrer und Duathlet. Er ist amtierender ITU-Weltmeister auf der Duathlon-Langdistanz (2024).

## Werdegang
Im April 2014 wurde Émile Blondel-Hermant Vize-Europameister Duathlon U23.
Im September 2023 wurde der nun in der Elite-Klasse startende in Zofingen Vize-Weltmeister auf der Duathlon Langdistanz (10 km Laufen, 150 km Radfahren und 30 km Laufen) und ein Jahr später im September 2024 wurde der 30-Jährige neben der Deutschen Merle Brunnée ITU-Weltmeister.
2025 wurde er in Spanien im Juni Fünfter bei der Duathlon-Weltmeisterschaft.

## Sportliche Erfolge
| Datum/Jahr    | Rang | Wettbewerb                                          | Austragungsort    | Zeit     | Bemerkung                                                                              |
| ------------- | ---- | --------------------------------------------------- | ----------------- | -------- | -------------------------------------------------------------------------------------- |
| 22. Juni 2025 | 1    | ITU Duathlon World Championships Mixed Relay        | Pontevedra        | 01:08:13 | mit Marion Legrand                                                                     |
| 21. Juni 2025 | 5    | ITU Duathlon World Championships                    | Pontevedra        | 01:14:54 |                                                                                        |
| 26. Apr. 2025 | 1    | ETU Sprint Duathlon European Championships          | Rumia-Pomorskie   |          | Europameisterschaft Sprint-Duathlon                                                    |
| 8. Sep. 2024  | 1    | ITU Long Distance Duathlon World Championships      | Zofingen          | 05:58:16 | ITU-Weltmeister Duathlon Langdistanz (10 km Laufen, 150 km Radfahren und 30 km Laufen) |
| 5. Mai 2024   | 3    | ETU Middle Distance Duathlon European Championships | Alsdorf           | 02:28:20 | Europameisterschaft Duathlon Mitteldistanz                                             |
| 3. Sep. 2023  | 2    | ITU Long Distance Duathlon World Championships      | Zofingen          | 06:02:49 | Vize-Weltmeister Duathlon Langdistanz; hinter dem Dänen Simon Jørn Hansen              |
| 13. Apr. 2041 | 2    | ETU Duathlon European Championship U23              | Horst aan de Maas | 00:54:51 | Vize-Europameister Duathlon U23                                                        |

(DNF – Did Not Finish)